# Juan Tamariz
Juan Manuel Tamariz-Martel Negrón (Madrid, 18 de octubre de 1942), más conocido como Juan Tamariz o simplemente Tamariz,  es un ilusionista español especializado principalmente en cartomagia, magia de cerca y mentalismo, que utiliza el humor en todos sus números. Ha presentado distintos espectáculos a públicos de toda España, además de actuar en ciudades de todo el mundo como Chicago, Tokio, París, Londres, Bogotá, El Cairo, Nueva York y Santiago de Chile. Ha realizado gran cantidad de publicaciones de libros, para profesionales o de divulgación de la magia, siendo considerado internacionalmente por sus trabajos de teoría de la magia como uno de los más importantes. Ha ganado numerosos premios.

## Biografía
Juan Tamariz nació en Madrid, el 18 de octubre de 1942. Su padre, Julio Tamariz-Martel Fabre, militar, era de Écija y su madre, María del Consuelo Negrón de las Cuevas, de Algeciras. Conoció la magia a la edad de cuatro años, cuando sus padres lo llevaron a un teatro a ver a un mago, y desde ese momento decidió iniciar su aprendizaje mágico. Por el día de Reyes recibía como regalo juegos de magia y de ese modo daba sus primeros pasos en el arte. Además, todavía niño, asistía siempre que podía al circo a observar a los magos, y los espectáculos mágicos del mago Marlow en el colegio de sus hermanos mayores, y contemplaba la magia embelesado.
Tan pronto como tuvo el nivel suficiente de magia aprendida empíricamente, pidió prestados los que serían sus primeros libros de magia. Empezó además a presentar espectáculos ante públicos cada vez más numerosos, y a prepararse para ingresar en la Sociedad Española de Ilusionismo (SEI). Se presentó en la SEI a la edad de 16 años, pero no fue aceptado porque no tenía la edad mínima de 20. Tamariz, sin embargo, volvió a presentarse cuando tenía 18 años y solicitó el examen de ingreso. Después de asombrar a los examinadores, que de inmediato notaron el indiscutible talento del muchacho, ingresó en la sociedad sin que le fuera exigido cumplir el requisito mínimo de edad.
Estando en la SEI, Tamariz conoció a Juan Antón, con quien formó el número de «Los mancos», un acto en el que ambos actuaban usando solamente una mano cada uno. También allí conoció a su maestro, Arturo de Ascanio, y a otros. Además empezó a actuar como payaso y titiritero, prácticas que le darían aún más desenvoltura en el arte de la comedia.
Académicamente, Juan Tamariz estudió la licenciatura en Ciencias Físicas hasta cuarto curso, de los cinco que se componía, pero no terminó la carrera porque su verdadero interés estaba en el cine. Ingresó a estudiar en la Escuela Oficial de Cine, donde conoció a José Luis García Sánchez y a Miguel Hermoso. Tamariz, sin embargo, tampoco llegó a graduarse como director, pues la escuela fue cerrada en 1970 por el gobierno de la época, debido a la cantidad de huelgas que se hacían en ella. Mientras estudiaba cine, Tamariz dirigió dos cortometrajes: Muerte S. A. (1967) y El espíritu (1969), siendo además el guionista de este último y la primera aparición en cine de la actriz Carmen Maura. Luego del cierre fundó, junto con otros compañeros, la Escuela Mágica de Madrid.[cita requerida]
Aún con 75 años sigue realizando numerosas actuaciones y presentaciones en congresos alrededor del mundo, especialmente en España, y aparece en diversos programas y eventos televisivos sobre magia.
Juan Tamariz tiene cuatro hijos: Mónica, doctora en lingüística, en la Universidad de Edimburgo; Ana, directora de la escuela de magia en Madrid fundada junto a él; Alicia, música, y Juan Diego. Tamariz se casó con la colombiana Consuelo Lorgia en 2008, maga de profesión también.

## Trayectoria
Después de varios premios nacionales y el segundo puesto en el FISM junto a Juan Antón, en 1973 Tamariz dio su salto definitivo hacia la gloria, cuando ganó con honores el Premio Mundial de Cartomagia en el Congreso Mundial de Magia, celebrado en Francia. El número que presentó, conocido como «El número de París», era una mezcla de cartomagia y numismagia, que incluía transformaciones, desapariciones y apariciones, todo presentado con mucho humor mientras Tamariz tocaba música con una armónica. Arturo de Ascanio afirmó que ese efecto era lo más grande en magia que había visto en su vida. El legendario mago Dai Vernon aseguraba, refiriéndose a Tamariz, que en más de ochenta años que llevaba de vida mágica, nadie lo había engañado tal y como él lo hizo. Más tarde, el mago americano Ricky Jay lo consideraba en una entrevista como entre los magos que serán recordados en el futuro.
Durante su carrera profesional ha combinado giras, conferencias para magos de Europa, América y Asia, charlas culturales sobre historia de la magia para públicos profanos con sus actuaciones en vivo y en televisión. Por su profundo conocimiento de la teoría e historia de la magia ha sido descrito como «enciclopedia andante».

### Televisión
A lo largo de su carrera, Tamariz ha aparecido en una enorme cantidad de programas de televisión, tanto dentro como fuera de España, contribuyendo a la evolución de la magia y su difusión por este medio. Su debut ante las cámaras se produjo en el año 1961; años más tarde apareció con asiduidad en Buenas Tardes (1972), el programa que presentaba Raúl Matas. En 1976 presentó, junto a Julio Carabias, un espacio dedicado al mundo de la prestidigitación: Tiempo de Magia. Ese mismo año puso a prueba sus dotes de actor interpretando a Don Estrecho, uno de los Tacañones del concurso Un, dos, tres... responda otra vez. Abandonó el programa tras actuar en 53 episodios, en febrero de 1977, y se incorporó al espacio infantil El Recreo, donde deslumbraba a los más pequeños con sus trucos de magia. En años sucesivos continuó apareciendo en el famoso Un, dos, tres, esta vez en su condición de mago. También condujo sus propios espacios de magia en distintas cadenas: Por arte de magia (1982) y Magia Potagia, junto a Pepe Carroll, ambos en TVE, y Chantatachan (1992) en Telemadrid, acompañado de Alaska. Ha aparecido en Carta Blanca (TVE2) en 2006, con su propio programa, y en varias secciones y ocasiones en el programa dedicado a la magia Nada x aquí (Cuatro).
Algunas de las principales cadenas mundiales en las que ha intervenido son NBC (EE. UU.), NHK (Japón), ITV (Reino Unido), TF1 (Francia) y RTP (Portugal), así como series de programas para Caracol TV y RCN (ambas de Colombia), y Canal 13 (Chile).[cita requerida]

### Radio
De 2002 a 2007, Tamariz participó, además, en el programa radiofónico español "No somos nadie", de la ya desaparecida emisora M80 Radio, durante la etapa en la que este estuvo presentado y dirigido por Pablo Motos, amigo personal del mago. 

### Aportes al mundo de la magia
Algunos lo reconocen como uno de los mejores magos en su especialidad, e incluso como «el mejor mago actual» en general, especialmente después de haber conseguido el Primer premio mundial de Cartomagia (FISM) (París, 1973). Es el creador de una gran cantidad de juegos y rutinas, además de técnicas y pases mágicos. Se le considera como uno de los teóricos de la magia más reputados y pionero en la introducción de la magia moderna en España. Durante toda su trayectoria profesional se ha mantenido como un referente del sector, especialmente entre el público más joven. El mago declara a los 76 años que la magia vive "un momento extraordinario" y asegura seguir creando "nuevos efectos y juegos" cuando no se encuentra de gira realizando sus espectáculos. La hija del mago, Ana Tamariz, ha declarado recientemente que "mi padre tiene una escuela de pensamiento que quiero transmitir tanto a los profesores como a los alumnos", en relación con la escuela de magia que lleva su nombre. También ha recordado que el mago reabrió las puertas de los teatros en 1994: “El primero que lo hizo fue el Teatro Sanpol, al que le estamos muy agradecidos”.

#### Teoría de la psicología del espectador
Juan Tamariz ha desarrollado gran cantidad de teoría psicológica para sus sesiones a lo largo de su carrera, y ha realizado varias publicaciones sobre dicha teoría, además de dictar conferencias a comunidades mágicas en distintos países. El objetivo de esta teoría es aprender a manejar la atención del espectador a voluntad del mago, con el fin último de añadir espectacularidad a la ejecución de cualquier truco de magia. Según Tamariz, para que un juego mágico esté completo y perfecto, es necesario conocer la opinión de los espectadores sobre dicho juego, y examinar la calidad del impacto que éste generó en sus mentes.[cita requerida]
Tamariz es el creador del método de las pistas falsas, según el cual un juego debe ser presentado de tal modo que, incluso, se elimine el deseo de los espectadores de analizarlo, de modo que la sensación mágica se potencie. Esta teoría fue publicada y explicada por Tamariz en su libro La vía mágica, en 1987. De este libro poseía la CIA una copia en su biblioteca, que se sabe contrató a magos como expertos.

### Publicaciones
Ha publicado artículos en multitud de cabeceras, además de redactar circulares en la Escuela Mágica de Madrid y prólogos de libros de magia.
Tamariz ha escrito varios libros a lo largo de su carrera, algunos de los cuales han sido traducidos al inglés, alemán, italiano y francés. Entre sus obras se destacan Monedas, monedas y... monedas (1969), que presenta una rutina de monedas para numismagos; Magia en el bar (1975), que incluye efectos realizables con materiales comunes encontrables fácilmente en cualquier restaurante; Magicolor (1977), que se enfoca en magia que utiliza cambios de color; La vía mágica (1987), donde expone su teoría de las pistas falsas; y Los cinco puntos mágicos, (1988), que se basa en una de sus conferencias sobre presentación de la mágia.
Entre sus demás obras se encuentran Truki-cartomagia (1970), Aprenda usted Magia (1973), Secretos de Magiapotagia (1988), Sonata (1989) y Por Arte de Verbimagia (2005), además de una obra de historia de la magia de tres volúmenes.
Es el fundador y propietario de la editorial Frakson, dedicada a la publicación de libros relacionados con el ilusionismo.
Su magia es estudiada en facultades de Bellas Artes de Estados Unidos.

#### Obras principales
- Tamariz, Juan (1969). Monedas, monedas... (y monedas): rutina mágica de monedas. Cymys. ISBN 9788485060368.
- Varela, Ramón; Tamariz, Juan (1970). Truki-cartomagia. Cymys.
- Tamariz, Juan (1973). Aprenda Usted Magia. Cymys. ISBN 9788485060245.
- Tamariz, Juan (1975). Magia en el bar. Cymys. ISBN 9788485060375.
- Tamariz, Juan (1977). Magicolor: (la magia del cambio de color). Cymys. ISBN 9788485060146.
- Tamariz, Juan (1978). El método simbólico. ISBN 978-2-914983-31-0.
- Tamariz, Juan (1980). Enciclopedia del forzaje. Fotocopias.
- Tamariz, Juan (2005) [1981]. Los cinco puntos mágicos. La edición original de 1981 fueron fotocopias encanutilladas, circulando en ese formato entre los magos. Producciones Mágicas Tamariz. ISBN 9788493150839.
- Tamariz, Juan; Mayrata, Ramón (1982). Por arte de magia: Historia de los autómatas precedida de la historia de la prestidigitación y manipulación. Puntual. ISBN 9788486057039.
- Tamariz, Juan (1987). La vía mágica. Frakson. ISBN 84-85869-57-5.
- Tamariz, Juan (1989). Sonata. Diseño e ilustraciones por Marga Nicolau. Frakson. ISBN 9788486861070.
- Tamariz, Juan (1990). Secretos de magia potagia. Volumen 2 de La biblioteca encantada de Juan Tamariz. Frakson. ISBN 9788486861131.
- Tamariz, Juan; Mayrata, Ramón (1990). La sangre del turco. Volumen 3 de La biblioteca encantada de Juan Tamariz. Frakson. ISBN 9788486861148.
- Tamariz, Juan (1991). El mundo mágico de Tamariz. Ediciones del Prado. ISBN 9788478381418.
- Tamariz, Juan (1992). El mundo mágico de Juan Tamariz. Distribuido inicialmente en fascículos y acompañado de vídeos y reeditado en tres volúmenes. El Prado. ISBN 978-84-7838-140-1.
- Tamariz, Juan (2009) [1992]. La magia del falso pulgar: (teoría, técnica y práctica). Producciones Mágicas Tamariz. ISBN 9788493150860.
- Tamariz, Juan; Krenz, Jim (1994). The Tamariz Perpendicular Control [El control perpendicular de Tamariz] (en inglés). Fotocopias.
- Tamariz, Juan (2000). Sinfonía en mnemónica mayor: la baraja mnemónica de Tamariz. Volumen 2 de Música bruja. Producciones Mágicas Tamariz. ISBN 9788493150815.
- Tamariz, Juan; Navarro, Gema (2005). Por arte de verbimagia. Producciones Mágicas Tama. ISBN 9788493150846.
- Tamariz, Juan (2011). La vía mágica. Edición corregida (2ª edición). Madrid: Frakson. ISBN 978-84-931508-7-7.
- Tamariz, Juan (2016). El Arco Iris Mágico (1 edición). Madrid: Edición a cargo de Gema Navarro. ISBN 978-84-608-6797-5.

## Premios y reconocimientos
Si bien ha recibido multitud de premios, nacionales e internacionales, entre los que se encuentran los más reputados del mundo de la magia y de las artes, «Cuenta que no cree en los premios, y asegura que cuando le han dado alguno es porque mandó jamones al jurado».

### Nacionales

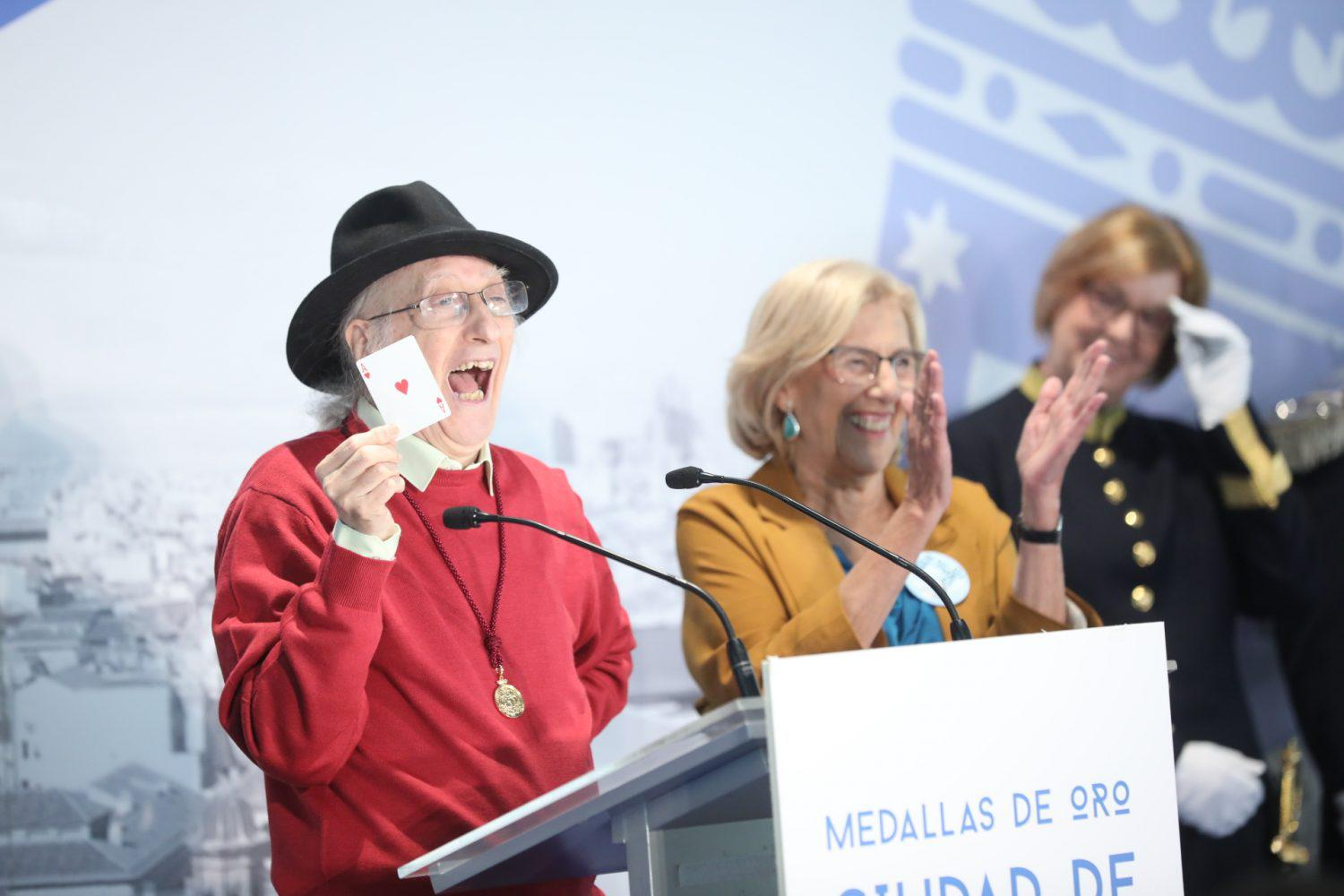
Tamariz en 2019, al recibir la Medalla de Oro de Madrid.

Ganó el segundo premio en el Congreso Mágico Nacional de Zaragoza en 1962. En 1968, obtuvo el As de Cartomagia en el primer certamen mágico de Madrid. Además, también ganó, junto al mago Juan Antón, el As de Magia y el Premio Extraordinario. En abril de 1972, ganó el Gran Premio en el IV Congreso Nacional de Magia de San Sebastián. En abril de 2011 el Consejo de Ministros de España le otorgó la Medalla de Oro al Mérito en las Bellas Artes. En mayo de 2019, el Ayuntamiento de Madrid le otorgó la Medalla de Oro del municipio.

### Internacionales
En el ámbito internacional, ha recibido muchos premios, además del Primer Premio Mundial de Cartomagia (París, 1973), antes había alcanzado el segundo premio, con Juan Antón, de micromagia en 1970, otorgado por la FISM.
La Academy of Magical Arts lo reconoció en 1992 como Magician of the Year y en 2000 con el premio Performing Fellowship.
En el congreso mundial de 2009 celebrado en Pekín, se le otorgó el premio honorífico (fuera de concurso) de Teoría y filosofía.
En 2011 el XXXIV World Magic Seminar, celebrado en Las Vegas fue dedicado a Juan Tamariz bajo el lema Juan-der-ful.